# Исчезновение (фильм, 1978)
«Исчезновение» — художественный фильм кинорежиссёра Вениамина Дормана.

## Сюжет
Перед началом Великой Отечественной войны один из учеников археолога нашёл в Козарах древние скифские захоронения. В ходе войны Козары были оккупированы захватчиками, а единственный ученик, узнавший тайну захоронений, погиб на фронте. В послевоенные годы студент Родик Самаркин (Алексей Мокроусов), внук того самого учёного-археолога, что-то знающий о сокровищах, отправляется с друзьями в Козары.

## В ролях
- Алексей Мокроусов — Родик Самаркин
- Евгений Герасимов — Максим Шабанов
- Елена Козлитина — Надя Творогова
- Александр Вдовин — Виктор Буслаев
- Людмила Соловьёва — Даша Воронкова, медсестра
- Андрей Мартынов — Степан Коренец, гончар
- Юрий Саранцев — майор милиции  Антон Тимофеевич Бондаренко
- Любовь Соколова — Елена Андреевна Самаркина, мама Родиона
- Александр Пашутин — Кирилл Петрович Лямин
- Борис Щербаков — профессор химии Богачёв
- Александр Январёв — Василёк
- Манефа Соболевская — тётя Паша
- Борис Сморчков — инспектор ГАИ Василий Иванович Капустин
- Владимир Корецкий — винодел Дзюба
- Александр Вокач — Алексей Степанович Лысогоров
- Светлана Дирина — Ангелина Степановна, почтальон
- Николай Скоробогатов — бывший партизан Пётр Леонович Самодай

## Съёмочная группа
- Автор сценария: Исай Кузнецов
- Режиссёр: Вениамин Дорман
- Оператор: Вадим Корнильев
- Художник: Марк Горелик
- Композитор: Алексей Рыбников